# Размах крыла
Размах крыла — наибольший размер крыла перпендикулярно плоскости симметрии самолета.

## Определение
Размах крыла самолётов, либо схожих с ними искусственных объектов всегда измеряется по прямой линии, от края до края, независимо от формы крыла или стреловидности.

## Рекорды размаха крыла

### Самый большой размах крыла
- Самолёт: Scaled Composites Stratolaunch Model 351 - 117 метров[2]

Самолёт Хьюз H-4 Геркулес Spruce Goose с размахом крыла 97,54 метра  держал рекорд с 1947 года до презентации Stratolaunch Model 351 в 2017 году. 

### Самый маленький размах крыла
- Самолёт (винтовой): Bumble Bee II - 1,68 метра [4]
- Самолёт (реактивный): Bede BD-5 - от 3,88 до 4,11 метра